# Freiballon

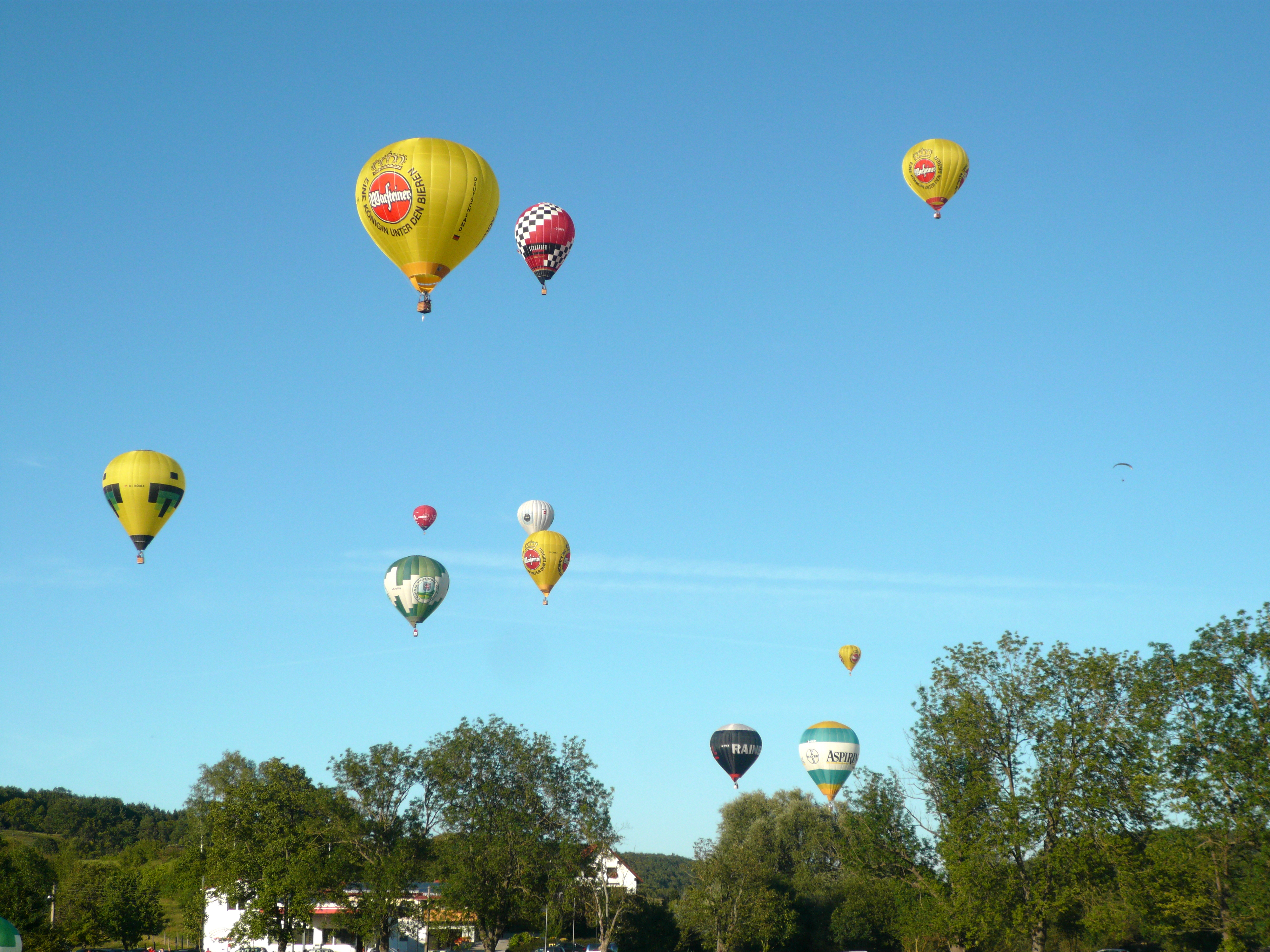
Heißluft-Freiballone bei der 17. Thüringer Montgolfiade (2011)

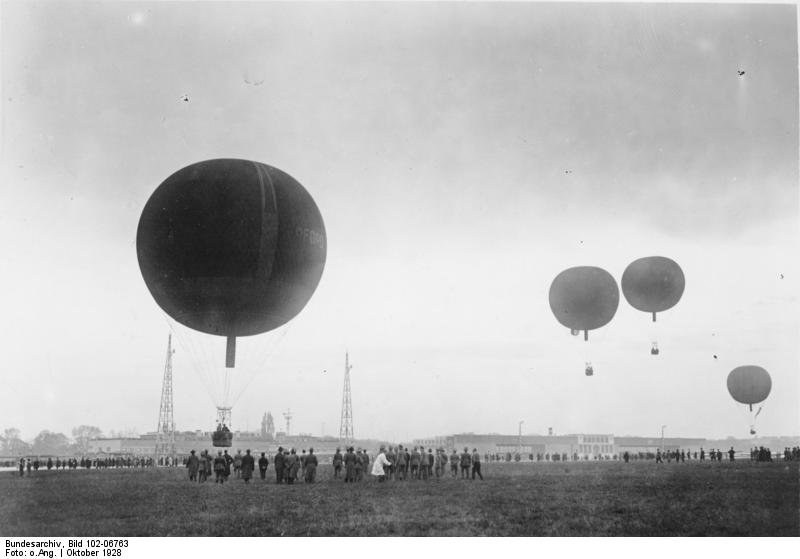
Vier Gas-Freiballone beim Start vom Flughafen Berlin-Tempelhof (1928)

Ein Freiballon ist ein freifliegender Ballon, mit dem somit eine Ballonfahrt möglich ist. Damit ist der Begriff abgegrenzt vom Fesselballon, der durch eine Leine mit dem Boden verbunden ist. Er muss als Gasballon mit einem Traggas, das leichter als Luft ist, gefüllt werden oder als Heißluftballon ausgeführt sein. Von Luftschiffen unterscheiden sich Freiballone (wie Fesselballone) dadurch, dass sie über keinen eigenen Antrieb verfügen.

## Rechtliches
Freiballone werden zusammen mit Fesselballonen (welche durch eine Leine eine ständige Verbindung zum Boden haben) in Deutschland luftrechtlich als eigene Luftfahrzeugklasse angesehen. Auch in der Schweiz werden diese in eine Kategorie gefasst. In Österreich dagegen werden Fesselballone nicht als Luftfahrzeuge betrachtet, so dass Freiballone eine eigenständige Art von Luftfahrzeugen darstellen.
Zum Führen eines Freiballons ist eine Ballonpilotenlizenz (BPL) erforderlich.

## Anwendungen des Freiballons
Bemannte Freiballone und damit das Ballonfahren werden für Rundflüge, als Werbeträger oder für luftsportliche Zwecke genutzt, im sogenannten Ballonsport. Unbemannte, teilweise auch bemannte Ballons werden bisweilen mit Ballonpost bestückt, entweder zu reinen Freizeitzwecken, wie etwa bei Ballonflugwettbewerben, oder aus ernsteren Gründen, so im Deutsch-Französischen Krieg bei der Pariser Ballonpost und der Metzer Ballonpost, um Briefsendungen aus belagerten Städten versenden zu können. In Wissenschaft und Forschung werden unbemannte Freiballone als Träger für Radiosonden oder, in aufwendigeren Versionen und teilweise bemannt, als Forschungsballone verwendet. Eine weitere Anwendung unbemannter Freiballone ist das Befördern von Raketen in die höheren Schichten der Erdatmosphäre vor dem Zünden des Raketenantriebs; man spricht in diesem Fall von einem Rockoon. Im Rahmen der Raumfahrtmissionen
Vega 1 und 2 wurden im Juni 1985 zum ersten und bisher einzigen Mal Forschungsballone auf einem anderen Himmelskörper ausgesetzt.